# Erik Nevland
Erik Nevland (ur. 10 listopada 1977 w Stavanger) – norweski piłkarz występujący na pozycji napastnika w Viking FK.

## Kariera klubowa
Erik pochodzi z Stavangeru. Jako dziecko uczęszczał do szkółki piłkarskiej miejscowego Vikingu. W roku 1995 został włączony do pierwszej drużyny tego zespołu. W pierwszym sezonie wystąpił tylko w jednym spotkaniu, w następnym zaś już w trzynastu. 30 czerwca 1997 przeszedł jednak do angielskiego Manchesteru United, gdzie zagrał w jednym ligowym spotkaniu. W czasie jego pobytu w tym klubie Czerwone Diabły dwukrotnie go wypożyczyły: najpierw do jego poprzedniego klubu, natomiast później do szwedzkiego IFK Göteborg. 19 grudnia 1999 przeszedł za kwotę dwustu pięćdziesięciu tysięcy funtów do Vikingu Stavanger. Po powrocie do tej drużyny Erik stał się podstawowym graczem. W sezonie 2001 zdobył wraz ze swym zespołem Puchar Norwegii. W wygranym 3-0 finale tych rozgrywek strzelił jedną bramkę. 11 listopada 2004 podpisał kontrakt z holenderskim FC Groningen. W tym klubie występował przez cztery lata. W tym czasie w ekipie Trots van het Noorden rozegrał 94 spotkania i strzelił 43 bramki 31 stycznia 2008 za sumę 1,85 milionów funtów przeniósł się do angielskiego Fulham. W nowym klubie zadebiutował 3 lutego w meczu z Aston Villą.

## Kariera reprezentacyjna
Nevland rozegrał dwadzieścia dwa spotkania w reprezentacji swojego kraju U-21. W kadrze A zadebiutował 6 czerwca 2001 w zremisowanym 1-1 meczu z reprezentacją Białorusi w ramach eliminacji do Mundialu 2002. Od tego czasu Norweg zagrał jeszcze w 3 spotkaniach w kadrze.